# Паскулешти (Валча)
Паскулешти (рум. Păsculești) насеље је у Румунији у округу Валча у општини Ладешти. Oпштина се налази на надморској висини од 269 m.

## Становништво
Према подацима из 2002. године у насељу је живело 179 становника, од којих су сви румунске националности.